# ラルズネット
株式会社ラルズネット（RALSNET Co.,Ltd）は、北海道函館市に本社を置く不動産関連会社である。

## 概要
北海道内では不動産連合隊という独自のテレビCMを放送しており、知名度は高い。ラルズと名はつくが、スーパーマーケットのラルズとは一切無関係であり、綴りも異なる。